# Глаголев, Матвей Фёдорович
Матвей Фёдорович Глаголев (1828—1887) — российский медик, военный врач, доктор медицины, автор ряда научных трудов; действительный статский советник. Участник Крымской войны.

## Биография
Матвей Глаголев родился в 1828 году в семье священника, получил образование в Тульской духовной семинарии и на медицинском факультете Московского университета (казённым воспитанником), который окончил 11 марта 1853 года лекарем с отличием, а затем (14 июля) получил по экзамену звание уездного врача.
24 апреля 1853 года он был назначен батальонным лекарем в Рязанский пехотный полк, но в августе из-за Крымской войны был командирован сначала в военный госпиталь города Киева, а в сентябре — в Румынию, во временный военный госпиталь № 12. В ноябре М. Ф. Глаголев был переведён батальонным лекарем в Охотский егерский полк, но так и не отправился к месту своего назначения.

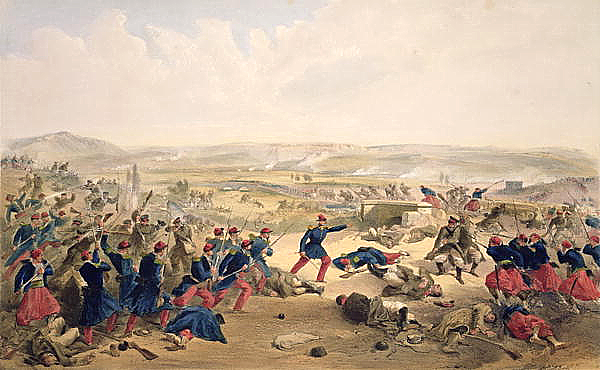
Фрагмент боя на Чёрной речке

В ноябре 1854 года Глаголев был командирован в Симферопольский военный госпиталь. В 1855 году сначала лечил раненых, находившихся в немецких колониях на севере Таврической губернии, а потом был в Симферополе и Севастополе; за отлично-усердное исполнение своих обязанностей в битве на Чёрной речке был награждён 17 декабря 1855 года орденом Святого Станислава 3-й степени, а вообще за деятельность во время войны был 30 июня 1858 года удостоен ордена Святой Анны 3-й степени.
18 апреля 1856 года Матвей Фёдорович Глаголев был прикомандирован командованием русской императорской армии к управлению генерал-штаб-доктора войск, находившихся в Крыму, а по упразднении этого управления в марте 1857 года отправился к месту прежней службы в Охотский пехотный полк.
2 марта 1857 году после защиты в Харьковском университете диссертации: «De gangrena nosocomiali» он получил научную степень доктора медицины.
18 апреля 1861 года М. Ф. Глаголев был назначен старшим лекарем того же полка, 3 декабря 1864 года — дивизионным доктором 11-й пехотной дивизии, стоявшей в Житомире.
С 31 октября 1866 года по 3 мая 1875 года он состоял кроме того врачом Волынской духовной семинарии.
3 августа 1869 года доктор Глаголев был произведён за заслуги в статские советники.
При мобилизации войск Киевского военного округа он 2 ноября 1876 года вступил в должность главного врача подвижного дивизионного лазарета, 20 марта 1877 года Глаголев был назначен доктором 6-го армейского корпуса и 30 августа 1879 года произведён в действительные статские советники.
Кроме указанных выше наград, имел орден Святой Анны 2-й степени (1868 год, с императорской короной, 1872) и орден Святого Станислава 2-й степени (1861, с императорской короной, 1865, с мечами 1866).
Матвей Фёдорович Глаголев умер 30 августа (11 сентября) 1887 года.

## Избранная библиография
- «De gangrena nosocomiali» (диссертация; Gharcoviae 1857)
- «Отчёт о санитарном состоянии города Симферополя» (Симферополь, 1885);
- «Лечение сифилитиков на Сакских минеральных грязях» (1887).

## Семья
С 8 ноября 1872 года был женат на Ольге Ивановне Нелидовой, дочери генерал-лейтенанта русской императорской армии Ивана Николаевича Нелидова. Их дети: Александра (1873—?), Фёдор (1875—?), Иван (1878—?), Николай (1880—?), Дмитрий (1882—1885), Татьяна (1885—1962).